# Pieni Juortananjärvi
Pieni Juortananjärvi är en sjö i kommunen Kuhmo i landskapet Kajanaland i Finland. Arean är 43 hektar och strandlinjen är 4,02 kilometer lång. Sjön  ingår i Uleälvens huvudavrinningsområde.   Den ligger omkring 110 kilometer öster om Kajana och omkring 550 kilometer nordöst om Helsingfors. 